# Estráda
Slovem estráda (a od něj odvozeným slovem estrádní) označujeme dvě různé vzájemně související záležitosti.
1. Jedná se o vyvýšenou část nějakého scénického prostoru (čili může se jednat o nějakou vyšší část divadelního jeviště či koncertního pódia apod.).
2. Může to být i nepravidelné či příležitostně prováděné umělecké představení zpravidla složené z různých drobných scénických (činoherních, tanečních, pantomimických, artistických, řečnických apod.) a kratších hudebních útvarů (hudba, zpěv, tanec) dějově na sebe více či méně navazujících. Tento význam slova je patrně více znám než případ první. Estrády tohoto typu bývaly velmi obvyklé zejména v druhé polovině 20. století, od 90. let 20. století se zdá, že označení pro tento typ zábavy postupně mizí a je nahrazován jinými módnějšími slovními pojmy. Typickými zařízeními se stálým divadelním provozem provozovaném na stejném místě s estrádním programem jsou varieté, music hally a kabarety.